# Jeremy Thomas (entomologiste)
Jeremy Thomas est un entomologiste et professeur d'écologie.

## Travaux
Jeremy Thomas appartient au département de zoologie de l'Université d'Oxford et il est professeur associé au NERC (centre d'écologie et d'hydrologie).
Ses travaux portent sur les insectes, l'évolution des populations, et en particulier les interactions entre les lépidoptères et les plantes hôtes de leurs chenilles ainsi que les cas de papillons myrmecophiles. Ces travaux trouveraient leur application pour la conservation et des prédictions en cas de changement climatique.

## Publications
- Thomas, JA, Simcox, DJ, Clarke, RT (2009) Successful Conservation of a Threatened Maculinea Butterfly. Science 325, 80-83.
- Barbero, F, Thomas, JA, Bonelli, S, Balletto, E, Schönrogge, K (2009) Queen ants make distinctive sounds that are mimicked by a butterfly social parasite. Science 323, 782-785.
- Hovestadt, T., Mitesser, O., Elmes, GW, Thomas, JA, Hochberg, ME (2007) An ESS model for the evolution of dimorphic development strategies in the social parasite Maculinea rebeli . The American Naturalist 169, 466-480.
- Schönrogge, K, Gardner, MG, Elmes, GW, Napper, EKV, Simcox, DJ Wardlaw, JC, Breen, J. Barr, B. Knapp, JJ, Pickett, JA, Thomas JA (2006) Host propagation permits extreme local adaptation in a social parasite of ants. Ecology Letters 9, 1032-1040.
- Thomas, JA (2005) Monitoring change in the abundance and distribution of insects using butterflies and other indicator groups. Phil Trans R Soc B 360, 339-357
- Thomas, JA, Telfer, MG, Roy, DB, Preston, CD, Greenwood, JJD, Asher, J., Fox, R., Clarke, RT, Lawton, JH (2004) Comparative losses of British butterflies, birds and plants and the global extinction crisis. Science 303: 1879-1881.
- Thomas, JA, Knapp, JJ, Akino, T, Gerty, Wakamura, S, Simcox, DJ, Wardlaw, JC & Elmes, GW. (2002) Parasitoid secretions provoke ant warfare. Nature 417: 505-506.